# 7. divertimento (Mozart)
Fúvós szextettre (két oboára, két kürtre és két fagottra) írta ezt az „asztali muzsikát” – az F-dúr divertimentót, No. 7, K. 253 – Wolfgang Amadeus Mozart 1776 augusztusában, Salzburgban.

## Tételek
1. Tema con variazioni. Andante
2. Menuetto
3. Allegro assai

## Jellemzői
Az első, variációs tételben a díszítő technikát helyezi a változatok súlypontjába. A harmadik variációt A varázsfuvola fináléjában fogjuk majd viszonthallani. A zárótétel Mozart asztali zenéinek kedvelt befejezési formáját, a szonátaformát alkalmazza. Codájában a forte és piano szórakoztató váltakozásával fejeződik be a mű.